# Tanya Tate
Tanya Tate, née le 31 mars 1979 à Liverpool, Royaume-Uni, est une actrice pornographique britannique.

## Filmographie partielle
Le nom du film est suivi du nom de ses partenaires lors des scènes pornographiques.
- 2009 : Seduced by a Cougar 12 avec Rocco Reed
- 2009 : MILFs Lovin' MILFs 3 avec Persia Pele
- 2010 : I Came in Your Mom 3
- 2010 : Women Seeking Women 64 avec Tweety Valentine
- 2010 : Road Queen 16 avec Deauxma
- 2010 : Road Queen 17 avec Chastity Lynn
- 2010 : Road Queen 18 avec Dragon Lilly
- 2010 : Lip Service avec Carolyn Reese
- 2010 : Lesbian Seductions - Older/Younger 33 avec Allie Haze
- 2011 : Fuck a Fan 14
- 2011 : Kittens and Cougars 4 avec Kristina Rose
- 2011 : Lesbian Office Seductions 5 avec Aiden Ashley (scène 1) ; avec Jennifer White (scène 2)
- 2012 : Code of Honor
- 2012 : Women Tribbing Teens avec Chloe Lynn
- 2012 : Tanya Tate's Tea and Muffin Party avec Elaina Raye (scène 2) ; avec Celeste Star et Jessi Palmer (scène 4)
- 2012 : My Mom Likes Girls avec Elaina Raye
- 2013 : Women Seeking Women 91 avec Elle Alexandra
- 2013 : Women Seeking Women 98 avec Riley Reid
- 2013 : Tanya Tate's College Cuties Seduce MILF Beauties avec Sara Luvv (scène 2) ; avec Belle Noire et Veronica Avluv (scène 4)
- 2013 : Mother-Daughter Exchange Club 27 avec Veruca James
- 2014 : Women Seeking Women 105 avec Elexis Monroe
- 2014 : Women Seeking Women 111 avec Syren de Mer
- 2014 : Lesbian Adventures: Older Women, Younger Girls 4 avec Ela Darling
- 2015 : Tanya's Casting Couch: Ovi And Jeff
- 2015 : Women Seeking Women 113 avec Darryl Hanah
- 2015 : Mother-Daughter Exchange Club 40 avec Alice March
- 2015 : Lesbian Seductions - Older/Younger 50 avec Mia Malkova
- 2015 : Cheer Squad Sleepovers 15 avec Samantha Rone
- 2016 : Tanya Tate - Interview
- 2016 : Mother-Daughter Exchange Club 44 avec Cadence Lux
- 2016 : Women Seeking Women 132 avec Lana Rhoades
- 2016 : Lesbian Seductions: Older/Younger 57 avec Scarlett Sage
- 2016 : Tanya Tate - Solo
- 2017 : Hot Wife Creampie
- 2017 : Lesbian Family Affair 5 avec Briana Banks et Samantha Rone
- 2017 : Milfs Loving the Pussy avec Cassie Laine et Zoey Holloway
- 2017 : Mirror Mirror (III)
- 2017 : Thats My Girlfriend
- 2017 : Women By Julia Ann 3: Because I Am Woman avec Julia Ann
- 2018 : 2 Chicks Same Time 23913
- 2018 : Tanya Tate and Her Girlfriends (compilation) avec Anita Dark, Deauxma, Dragon Lilly, Elle Alexandra, Eufrat, Faye Reagan, Raven Rockette, Shay Fox et Syren De Mer
- 2019 : Service Of Venus
- 2019 : She Is Really Going to Enjoy It
- 2020: Chad White Fucks Tanya Tate Footjob
- 2020: Perfect Fucking Strangers 26072

## Récompenses
- 2013 : XBIZ Award Actrice MILF de l'année (MILF Performer of the Year)[2]
- 2014 : Nightmoves Award Meilleur interprète de MILF (Best MILF Performer)[1]
- 2016 : XRCO Award Meilleure interprète lesbienne (Best Lesbian Performer)[1]